# Guerra di Corinto
La guerra di Corinto fu un conflitto svoltosi in Grecia dal 395 a.C. al 387 a.C., che vide Sparta e parte della lega peloponnesiaca contrapposta a una coalizione formata da quattro poleis: Tebe, Atene, Corinto e Argo, la quale venne inizialmente sostenuta dalla Persia.
La causa scatenante del conflitto fu una disputa territoriale locale nel nord-ovest della Grecia, in cui intervennero sia Tebe sia Sparta, ma la motivazione di fondo si deve individuare nel dilagante espansionismo spartano in Asia Minore, in Grecia centrale e settentrionale e in Occidente. La guerra, combattuta sia per terra sia per mare, ebbe come scenario le zone circostanti Corinto e Tebe e il Mar Egeo. Sul fronte terrestre, l'inizio delle ostilità fu favorevole agli Spartani, ma ciò non permise loro di godere di un reale vantaggio, e il combattimento giunse ben presto a un punto morto.
In mare la flotta spartana fu completamente annientata da quella persiana all'inizio del conflitto, evento che pose fine ai tentativi di Sparta di diventare una potenza navale. In questo contesto, negli ultimi anni di guerra, Atene lanciò diverse campagne navali, riannettendo un certo numero di isole che avevano fatto parte dell'antico impero ateniese (Lega delio-attica) durante il V secolo a.C.
Allarmati dai successi ateniesi, i Persiani tolsero il sostegno agli alleati e iniziarono ad aiutare Sparta, costringendo gli alleati a cessare le ostilità: nel 387 a.C. fu firmata la Pace di Antalcida, nota anche come "pace del Re", che pose fine alla guerra.

Questo trattato sancì il controllo della Persia su tutte le poleis della costa asiatica e l'indipendenza di gran parte delle altre città greche delle isole; Sparta sarebbe stata la custode della pace, con il potere di farne rispettare le clausole. La guerra aveva quindi rafforzato la posizione persiana nella politica greca, dove Sparta deteneva la posizione egemonica.

## Antefatti

Gli schieramenti alla vigilia della guerra.

Durante la guerra del Peloponneso, conclusa nel 404 a.C., Sparta aveva goduto del sostegno della maggior parte delle poleis greche e dell'Impero persiano, finito il conflitto un certo numero di isole del mar Egeo passarono sotto il suo controllo.
Questa solida base di sostegno, tuttavia, si frammentò negli anni successivi. Infatti, nonostante la vittoria fosse stata ottenuta dalla Lega peloponnesiaca, solo Sparta ricevette il bottino conquistato agli sconfitti e i tributi dell'antico Impero ateniese. Tebe, alleata di Sparta durante la guerra, non venne premiata per il contributo dato alla causa spartana, così in risposta sospese gli aiuti conferiti fino ad allora, offrendo addirittura asilo ai loro acerrimi nemici democratici vittime delle persecuzioni perpetrate dai 30 tiranni.
Gli alleati furono ulteriormente delusi nel 402 a.C., anno in cui Elide, una città membro della Lega, che aveva fatto infuriare gli Spartani nel corso della guerra del Peloponneso, venne attaccata. Corinto e Tebe si rifiutarono di inviare truppe per aiutare Sparta nella sua campagna.
I rapporti con la Persia però, mettevano in difficoltà le relazioni con le poleis greche in Asia e viceversa: infatti, sebbene Sparta a Ciro non potesse rifiutare nulla, lasciandogli quindi il controllo delle città ioniche, nell'Ellesponto si contrapponeva al satrapo Farnabazo, mantenendo il controllo delle polis della regione con governi oligarchici istituiti da Lisandro. La morte del pretendente al trono diede la possibilità di rompere tali vincoli e un esercito lacedemone sbarcò in Asia già nel 400 a.C., unendo le proprie forze ai soldati rimasti dell'anabasi.
Tebe, Corinto e Atene rifiutarono inoltre di partecipare a una spedizione in Ionia nel 398 a.C., mentre i Tebani osarono addirittura interrompere un sacrificio che il re di Sparta Agesilao aveva tentato di eseguire nel loro territorio prima della sua partenza.
Nonostante le assenze, Agesilao condusse una campagna efficace contro i Persiani in Lidia, avanzando nell'entroterra fino a Sardi. Il satrapo Tissaferne fu giustiziato per la sua incapacità di fermare Agesilao, e il suo sostituto, Titrauste, corruppe gli Spartani convincendoli a spostarsi verso nord, nella satrapia di Farnabazo. Agesilao eseguì, ma allo stesso tempo iniziò a preparare una poderosa flotta.
Incapace di sconfiggere l'esercito di Agesilao, Farnabazo decise di costringerlo a ritirarsi sollevando contro Sparta le città della Grecia; inviò Timocrate di Rodi, nativo di Rodi, a distribuire diecimila dracme d'oro nelle principali città del continente, incitandole ad agire contro Sparta.
Timocrate visitò Atene, Tebe, Corinto e Argo, riuscendo a persuadere consistenti fazioni in ciascuna di quelle città a perseguire una politica anti-spartana (Senofonte afferma che Atene non accettò questo denaro, ma George Cawkwell, concordando colle Elleniche di Ossirinco, non è dello stesso avviso); i Tebani, che già in precedenza avevano dimostrato la loro insofferenza verso Sparta, si impegnarono a intraprendere una guerra contro l'odiata nemica. Anche Corinto, dove Timolao tenne un discorso contro Sparta riportato da Senofonte, si unì alla lotta contro Sparta.

## Primo anno (395)

### Scontri iniziali
Senofonte sostiene che, non volendo sfidare direttamente Sparta, i Beoti scelsero di far scoppiare la guerra incoraggiando i Locresi, loro alleati, a riscuotere le tasse dal territorio della Locride conteso con i Focesi. I quali, in risposta, invasero la Locride saccheggiandone il territorio; di conseguenza i Tebani attaccarono la Focide, che si appellò all'alleata, Sparta, la quale attendendo il pretesto per combattere contro la riottosa Tebe ordinò la mobilitazione generale. Un'ambasciata tebana fu inviata ad Atene per chiedere aiuto; gli Ateniesi votarono per assistere Tebe e venne stretta una alleanza perpetua tra Atene e la Lega beotica.
Gli Spartani fecero convergere due eserciti, uno comandato da Lisandro e l'altro da Pausania, presso la città beota di Aliarto, dove dare battaglia. Lisandro, arrivato prima di Pausania, persuase la città di Orcomeno a ribellarsi alla confederazione beota, aggiungendo così alle sue truppe una divisione appartenente a questa polis.
Il polemarco spartano non attese l'arrivo del diarca e attaccò la città. Durante la battaglia, dove Lisandro morì, gli Spartani riuscirono a superare una iniziale difficoltà, sebbene lo scontro si concludesse senza vincitori. Pausania, arrivò qualche giorno dopo, ottenne una tregua per recuperare i corpi dei caduti e tornò a Sparta. Giuntovi, fu processato per non essere arrivato in tempo e non aver sostenuto Lisandro al momento designato; prima di essere condannato, fuggì a Tegea.

### Argo e Corinto in guerra
Alla fine del 395 a.C., Corinto e Argo entrarono in guerra come alleati di Atene e Tebe nonostante la prima fosse sempre stata storica alleata di Sparta. Un Consiglio fu istituito a Corinto per gestire gli interessi di questa coalizione; gli alleati poi inviarono ambasciatori a un certo numero di Stati più piccoli e ricevettero il sostegno di molti di loro.
Allarmati da queste vicende, gli Spartani si prepararono a inviare un esercito contro di loro, e mandarono un messaggero ad Agesilao, ordinandogli di tornare in Grecia. Cosa che indispettì il comandante che invece si attendeva ulteriori incarichi in Asia Minore. Al momento di abbandonare l'Asia, Agesilao disse che veniva cacciato da diecimila arcieri del Re, poiché le monete persiane avevano su di sé l'immagine di un arciere e tanto era il denaro versato dal Re ai Greci, perché facessero guerra a Sparta. Così tornò indietro con le sue truppe, attraversò l'Ellesponto e marciò attraverso la Tracia occidentale.

## Guerra per terra e per mare (394)

### Nemea

L'Antica Grecia e l'Asia Minore separate dal Mar Egeo.

Dopo il regolamento di conti tra la lega beotica e i Focesi e lo scontro avuto ad Aliarto, gli alleati riunirono un grande esercito a Corinto; Sparta radunò un esercito di grandi dimensioni, che ebbe presto ragione dei nemici, presso il letto asciutto del fiume Nemea, in territorio corinzio.
Come spesso accadeva nelle battaglie oplitiche, il fianco destro di ogni esercito sopraffece quello sinistro dello schieramento opposto: gli Spartani sconfissero gli Ateniesi, mentre i Tebani, gli Argivi e i Corinzi batterono i vari Peloponnesiaci di fronte a loro; gli Spartani poi attaccarono e uccisero un consistente numero di Argivi, Corinzi e Tebani non appena queste truppe tornarono dall'inseguimento dei Peloponnesiaci sconfitti. L'esercito della coalizione perse 2800 uomini, mentre gli Spartani ed i loro alleati solo 1100.

### Cnido
Il fronte marino contrappose i Persiani agli Spartani. I due rivali disponevano di grandi flotte, armate durante la campagna di Agesilao in Asia. Alle navi messe in costruzione, il re euripontide aggiunse quelle messe a disposizione dalle polis dell'Egeo sotto il suo controllo, ritrovandosi con una forza di 120 trireme, che lasciò in parte, una volta partito per la Grecia, sotto il comando di suo fratello Pisandro, il quale non aveva però mai avuto un incarico di tale importanza prima di allora. L'Impero achemenide raggruppò le flotte armate in Fenicia e Cilicia sotto il comando dell'esperto Conone, ammiraglio ateniese che aveva conquistato Rodi nel 396 a.C.; oltre al peso dell'esperienza del comandante, le 80 navi fenicie al comando di Farnabazo e le 10 cilicie costituivano ora, una forza superiore a quella dell'alleanza spartiate.
Le due flotte si scontrarono al largo di Cnido nel 394 a.C.: Conone pose le navi cipriote davanti a quelle fenicie, e attaccò gli alleati degli Spartani, mettendoli in fuga; gli Spartani combatterono con determinazione, in particolare intorno alla nave di Pisandro, ma alla fine furono sopraffatti; un gran numero di navi venne affondato o catturato e la flotta spartana fu sostanzialmente distrutta. A seguito di questa vittoria, Conone e Farnabazo navigarono lungo la costa della Ionia, destituendo i governatori spartani e smantellandone le guarnigioni dalle città, senza riuscirvi però ad Abido e Sesto.

### Coronea
Agesilao, dopo aver attraversato la Tracia, dove subì alcuni attacchi, mosse con il suo esercito verso la Beozia con l'intento di sconfiggere in una battaglia campale l'esercito della lega anti-spartana.

Acquartieratosi in Beozia, l'esercito del re, composto principalmente dai reduci dei diecimila e dai neodamodi, ottenne in rinforzo una mora di Spartiati proveniente dall'istmo, nonché un contingente da Orcomeno e dalla Focide.
La battaglia si svolse a Coronea, in territorio tebano. L'ala destra tebana ruppe le linee nemiche, sulla sinistra, invece, gli Spartani misero in fuga gli alleati di Tebe. Di conseguenza, vedendo che il resto dell'esercito era stato sconfitto, i Tebani ripiegarono ordinatamente verso il loro accampamento. Agesilao cercò di impedirlo e, scontratosi con l'avanguardia tebana, inflisse loro alcune perdite prima che questi potessero passare e ricongiungersi agli alleati. Il grosso delle truppe spartane fece ritorno nel Peloponneso.

## Eventi successivi (393 a.C. - 388 a.C.)
Le battaglie avvenute fino al 394 a.C. non modificarono la situazione politico-militare della Grecia. Infatti, mentre Sparta manteneva l'iniziativa terrestre, gli alleati avevano il controllo dei mari; la coalizione non era riuscita a sconfiggere in una battaglia campale gli Spartani, ma non potevano attraversare la Grecia centrale senza combattere. Per ovviare a questo problema, Sparta tentò di indurre Corinto e Argo a uscire dalla coalizione e dal conflitto; gli alleati, invece riuscirono a preservare il loro fronte unito, mentre Atene e Tebe consolidavano il proprio dominio rispettivamente nell'Egeo e in Beozia.

### Aiuti persiani e rivoluzione a Corinto
Nel 393 a.C., Conone e Farnabazo navigarono verso la Grecia continentale costeggiando le coste della Laconia dove conquistarono l'isola di Citera. Poi, lasciato sull'isola un presidio, ripiegarono verso Corinto ove Conone distribuì i fondi concessigli dal Gran Re ed esortò gli altri alleati ad aver fiducia nell'aiuto persiano. Oltre a questo, Farnabazo mandò Conone, con ingenti fondi e parte della flotta, ad Atene affinché arruolasse operai e manodopera utile alla ricostruzione delle Lunghe Mura da Atene al Pireo, un progetto che era stato avviato da Trasibulo l'anno prima. La costruzione, completata anche con l'ausilio dei rematori, rafforzò il prestigio di Atene la quale poté riconquistare in breve tempo le isole di Sciro, Imbro e Lemno dove furono poste alcune clerurchie.
Nel frattempo, a Corinto scoppiò una guerra civile tra la fazione democratica e quella oligarchica, in cui i primi - con l'appoggio degli Argivi - cacciarono i secondi dalla città. Gli oligarchi allora si diressero verso la base spartana di Sicione per implorare aiuto, mentre Ateniesi e Beoti promisero sostegno ai democratici. Poco tempo dopo, con un attacco notturno, gli Spartani e gli esuli conquistarono Lecheo, il porto di Corinto sul Golfo omonimo e, la mattina seguente, sconfissero l'esercito democratico che tentava di riprendere le posizioni.

### Inizio delle conferenze di pace
Nel 392 a.C., gli Spartani inviarono un ambasciatore, l'eforo Antalcida, presso il satrapo Tiribazo per informarlo dell'intenzione di Conone di ricostruire l'impero ateniese, l'obiettivo era di convincere il re di Persia a non appoggiare più la coalizione antispartana.
Gli Ateniesi, appresa la notizia, inviarono da Tiribazo lo stesso Conone e chiesero anche agli alleati Argo, Corinto e Tebe di inviare ambascerie al satrapo.

Ne derivò una conferenza: gli Spartani proposero una pace basata sull'indipendenza di tutti gli Stati; gli alleati respinsero tale proposta poiché Atene desiderava mantenere le conquiste, Tebe il controllo della Beozia e Argo si proponeva di assimilare Corinto.
Fallita quindi la conferenza, Tiribazo, allarmato comunque delle intenzioni di Conone, lo pose in arresto e fornì segretamente a Sparta una somma di denaro affinché riarmasse una flotta. Conone fuggì o fu liberato ma morì probabilmente a Cipro pochi mesi dopo. Nello stesso anno, a Sparta, fu tenuta una seconda conferenza di pace, anche questa senza esito, poiché le proposte furono respinte dagli alleati, sia per le implicazioni del principio di autonomia, sia perché gli Ateniesi erano indignati dal fatto che i termini proposti avrebbero comportato l'abbandono della Ionia alla Persia.
Finita la conferenza di pace, Tiribazo tornò a Susa a riferire sugli eventi, venne destituito e in sua vece prese il comando il generale Struta. Questi perseguì una politica anti-spartana, inducendo il generale lacone Tibrone a devastare il territorio persiano finché fu ucciso insieme ai suoi soldati in un'imboscata architettata dallo stesso Struta. Tibrone fu sostituito da Difridate che continuò la strategia del predecessore, ottenendo diversi piccoli successi e catturando anche il genero di Struta, senza prevalere, però nettamente sul nemico.

### Sconfitta spartana a Corinto

Corinto e il territorio circostante.

A Corinto, il partito democratico continuò a reggere la città, mentre gli esuli e i loro sostenitori spartani governavano Lecheo. Da qui gli Spartani potevano addentrarsi nel territorio corinzio e nel 391 a.C. Agesilao effettuò una campagna militare nella zona, conquistandovi diverse roccaforti, appropriandosi di una grande quantità di prigionieri e di un ingente bottino. Di rimando il generale ateniese Ificrate, di stanza a Corinto, con un esercito mercenario composto quasi interamente di ginneti e peltasti, ottenne una vittoria decisiva contro la divisione spartana di stanza presso il Lecheo.
Ificrate approfittò della mancanza di truppe di fanteria leggera nelle file spartane disturbando ripetutamente il reggimento con attacchi improvvisi e brevi, logorando lentamente la loro unità fino a quando furono costretti a fuggire, momento in cui alcuni di loro furono uccisi. Agesilao riprese il comando delle operazioni, ma Ificrate continuò a guerreggiare intorno a Corinto, riconquistando molte delle cittadelle che gli Spartani avevano catturato in precedenza, anche se non fu in grado di riprendere il Lecheo. Egli compì anche una campagna contro Fliunte e l'Arcadia, sconfiggendo nettamente la prima e saccheggiando il territorio della seconda, quando gli oppose il rifiuto di combattere.
Il saccheggio in territori protetti da Argo ebbe come ripercussione l'invio di un esercito arcade a Corinto che, catturata l'acropoli, pose fine all'alleanza tra Argo e Corinto: le pietre che segnavano il confine tra le due città furono abbattute e i rispettivi organi cittadini si fusero.

### Campagne militari successive
Dopo la vittoria di Ificrate vicino a Corinto, le operazioni militari abbandonarono la regione, perché si aprirono altri fronti: uno nel Peloponneso e l'altro nel nord-ovest della Grecia. Infatti, Agesilao condusse una vittoriosa campagna in territorio argivo nel 391 a.C. e successivamente vennero effettuate due importanti spedizioni:
- la prima di queste, svoltasi nel 389 a.C., ebbe come obiettivo l'Acarnania, membra dell'alleanza. Con un corpo di spedizione attraversò il Golfo di Corinto, mentre gli abitanti della regione vittima dell'attacco si rifugiarono in montagna, rifiutando combattimenti diretti. Ben presto però, Agesilao fu in grado di attirarli in una battaglia campale nella quale, gli Acarnani, furono sconfitti subendo per di più un gran numero di perdite. Poi il comandante spartano tornò a Sparta navigando attraverso il Golfo di Corinto. L'anno successivo, gli Acarnani strinsero una pace con gli Spartani per evitare ulteriori invasioni.
- la seconda ebbe luogo nel 388 a.C., nella quale Agesipoli condusse un esercito spartano contro Argo. Dal momento che nessun esercito argivo lo sfidò, saccheggiò la campagna, poi, dopo aver ricevuto diversi presagi sfavorevoli, tornò in patria.

### Egina e il Pireo
Nel 389 a.C. gli Ateniesi misero sotto attacco l'isola di Egina, al largo della costa dell'Attica, ma il pronto intervento degli Spartani allontanò la flotta ateniese, che tuttavia riuscì a installare un presidio a terra per alcuni mesi. Lo stesso anno Antalcida, al comando di una flotta spartana, salpò da Rodi ma venne bloccato ad Abido dai comandanti ateniesi del luogo.
Sempre una flotta spartana, il cui navarco era Gorgopa, tese un'imboscata alla flotta ateniese nei pressi di Atene, catturando diverse sue navi. Gli Ateniesi, riorganizzatisi, diedero il comando a Cabria, il cui incarico ultimo era di dirigersi a Cipro. Egli tuttavia sbarcò le sue truppe ad Egina, tendendo un agguato agli abitanti e ai loro alleati Spartani, uccidendo tra gli altri Gorgopa.
Gli Spartani quindi inviarono un altro navarca di nome Teleutia ad Egina, per prendere il comando della flotta; questi, notando che gli Ateniesi avevano abbassato la guardia dopo la vittoria di Cabria, eseguì un attacco a sorpresa nel Pireo, catturando numerose navi mercantili.

### Altre campagne nell'Egeo
Dopo l'annientamento della flotta a Cnido, gli Spartani ne iniziarono la ricostruzione e dal 392 a.C. ripresero il controllo del golfo di Corinto. Lo stesso anno, in seguito al fallimento delle conferenze di pace, inviarono nell'Egeo una piccola flotta, al comando di Ecdico, con l'ordine di assistere gli oligarchi a Rodi. Trovando l'isola dominata completamente dai democratici, che avevano a disposizione molte più navi delle sue, decise di ritirarsi a Cnido in attesa di rinforzi. Teleutia e la sua flotta dal Golfo di Corinto si diressero prima a Samo, dove vennero radunate le triremi dell'isola e poi a Cnido dove egli prese il comando delle navi di Ecdico, infine si diresse verso Rodi.

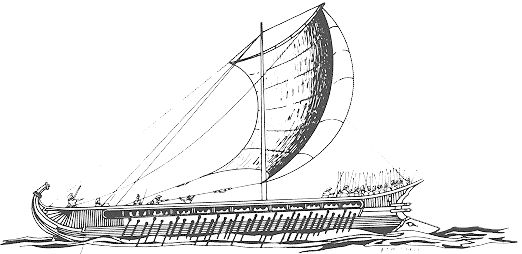
Una trireme greca.

Allarmati dalla pressione esercitata dalla flotta spartana nell'Egeo, gli Ateniesi inviarono una squadriglia di 40 triremi comandato da Trasibulo a contrastarla. Questi, sapendo che avrebbe potuto vincere solo se non avesse affrontato frontalmente gli Spartani, salpò per l'Ellesponto. Qui, sconfitte diverse polis e ripristinato il dominio di Atene su di esse, impose una tassa sulle navi che salpavano da Bisanzio, ristabilendo così una fonte degli introiti che gli Ateniesi avevano perso alla fine della Guerra del Peloponneso. Poi navigò verso Lesbo, dove, con il sostegno dei Mitileni, sconfisse la guarnigione spartana oltre ad un numero significativo di polis dell'isola. Mentre era ancora a Lesbo, tuttavia, Trasibulo fu ucciso dai predoni provenienti dalla città di Aspendo.
Dopo questi avvenimenti gli Spartani inviarono ad Abido un nuovo navarco, Anassibio, il quale riportò alcuni successi militari contro Farnabazo, catturando diverse navi mercantili ateniesi. Preoccupati di perdere i vantaggi derivanti dalle operazioni condotte da Trasibulo, questi, inviarono Ificrate nella regione. I due contingenti si limitarono, nei primi tempi, a irrompere nei rispettivi territori di pertinenza, finché Ificrate riuscì a carpire informazioni riguardanti il luogo dove Anassibio avrebbe portato le sue truppe di ritorno dalla campagna intrapresa contro Antandro. L'esercito spartano in formazione di marcia mentre attraversava l'aspro terreno tortuoso sulla strada del ritorno venne sorpreso in un'imboscata in cui Anassibio, assieme a molti altri, trovò la morte.

## La pace di Antalcida
I Persiani, innervositi dall'espansionismo ateniese nell'Egeo e dalla loro ingerenza nello scacchiere orientale, con il sostegno fornito ad Evagora I re di Cipro e ad Hakor d'Egitto entrambi in conflitto con la Persia, decisero che la loro politica di indebolimento di Sparta, attraverso il sostegno dei suoi nemici, non era più vantaggiosa. Per questo motivo avviarono con il navarco Antalcida una trattativa, condotta dal satrapo Tiribazo, con la quale si raggiunse un accordo, in base al quale i Persiani sarebbero entrati in guerra al fianco degli Spartani se le poleis "alleate" avessero rifiutato la pace.

Dopo aver liberato la flotta dell'ammiraglio Nicoloco, bloccato ad Abido dagli Ateniesi, Antalcida attaccò e sconfisse un contingente ateniese, unendo la sua flotta con una inviata da Siracusa; l'armata navale, ulteriormente potenziata dalle navi fornite dal satrapo Tiribazo, continuò a girare l'Ellesponto ostacolando le rotte commerciali che portavano grano ad Atene.
In questo contesto, quando Tiribazo convocò una conferenza di pace alla fine del 387 a.C., le fazioni in guerra erano pronte a discutere i termini dell'accordo. La struttura di base del trattato fu stabilita da un decreto del re persiano Artaserse:
(Senofonte, Elleniche, V, 1, 31.)
Nella conferenza di pace tenutasi a Sparta, gli Spartani assicurarono l'accettazione del trattato da parte di tutte le principali poleis greche. L'accordo fu comunemente conosciuto come la Pace del Re, nome che ne sottolinea l'influenza persiana. Secondo il trattato tutte le città dovevano essere indipendenti, una clausola che avrebbe dato a Sparta il titolo di custode della pace. Questo avvenimento segnò il primo tentativo pace comune nella storia greca.
Sotto la minaccia di un intervento spartano, Tebe sciolse la Lega, mentre Argo e Corinto terminarono il loro tentativo di governo condiviso; Corinto, privata della sua forte alleata, fu incorporata di nuovo nella Lega peloponnesiaca. Dopo otto anni di combattimenti, la guerra di Corinto era finita.

## Conseguenze
Negli anni successivi, i due principali attori politici della pace, l'Impero achemenide e Sparta, sfruttarono al meglio la loro condizione di supremazia. Il primo, libero dalle interferenze ateniesi e spartane nelle province asiatiche, consolidò il proprio potere sul Mar Egeo orientale riannettendo l'Egitto e Cipro nel 380 a.C., mentre la seconda, si avvalse del ruolo di custode della pace: imponendo lo scioglimento di qualsiasi coalizione che fosse stata percepita come minaccia. La suddivisione di Mantinea in cinque villaggi fu il prezzo pagato alla slealtà nei confronti della Lega peloponnesiaca durante la guerra; adottando infine una politica aggressiva che vide Agesilao effettuare campagne militari dal Peloponneso alla lontana penisola Calcidica. Il dominio spartano sulla Grecia continentale sarebbe durato altri sedici anni prima di venire distrutto dai Tebani a Leuttra.
La guerra segnò anche l'inizio della rinascita di Atene come potenza nel mondo greco. Con le loro mura e la loro flotta ricostruite, gli Ateniesi furono in grado di volgere lo sguardo al di là del mare. Entro la metà del IV secolo, riorganizzarono l'Egeo in una comunità di Stati comunemente nota come Seconda lega delio-attica, recuperando almeno una parte di ciò che avevano perduto con la loro sconfitta nel 404 a.C.
La libertà dei Greci ionici era stata un argomento caldo fin dall'inizio del V secolo, ma dopo la guerra di Corinto gli Stati della terraferma non effettuarono ulteriori tentativi di interferire sul controllo persiano della regione. Dopo oltre un secolo di lotte, la Persia finalmente poté governare la Ionia per oltre cinquant'anni, fino all'avvento di Alessandro Magno.